# Maison le Viste
La Maison Le Viste, également connue sous le nom de « maison des Pommes de Pin », est un édifice emblématique du Vieux Lyon situé au 29 rue Saint-Jean. Représentative de l’architecture urbaine de la Renaissance lyonnaise, elle se distingue par ses éléments décoratifs caractéristiques et son histoire liée à la puissante famille Le Viste, figure marquante de la bourgeoisie lyonnaise au XVe siècle.

## Histoire

La Dame à la licorne - Musée de Cluny Paris

La Maison Le Viste fut édifiée au XVe siècle, à une époque où la famille Le Viste, originaire de la région, jouissait d’une grande influence à Lyon. Seul le premier étage de la maison conserve aujourd’hui des éléments authentiques de cette période.
La famille Le Viste, dont Jean Le Viste fut notamment juge de la cour séculière de Lyon en 1416, a marqué l’histoire locale par ses fonctions politiques et son mécénat. Jean Le Viste est également célèbre pour avoir commandé la tapisserie de « La Dame à la Licorne », chef-d’œuvre de l’art médiéval conservé au musée de Cluny à Paris.
Aujourd’hui la librairie Diogène, une librairie spécialisée dans les livres anciens et d’occasion est installée dans cet édifice depuis 1973,.
Au fil des siècles, la Maison Le Viste a traversé diverses transformations. Sa façade et ses éléments architecturaux sont aujourd’hui protégés au titre du monument historique du quartier Saint-Jean, classé au patrimoine mondial de l’UNESCO.

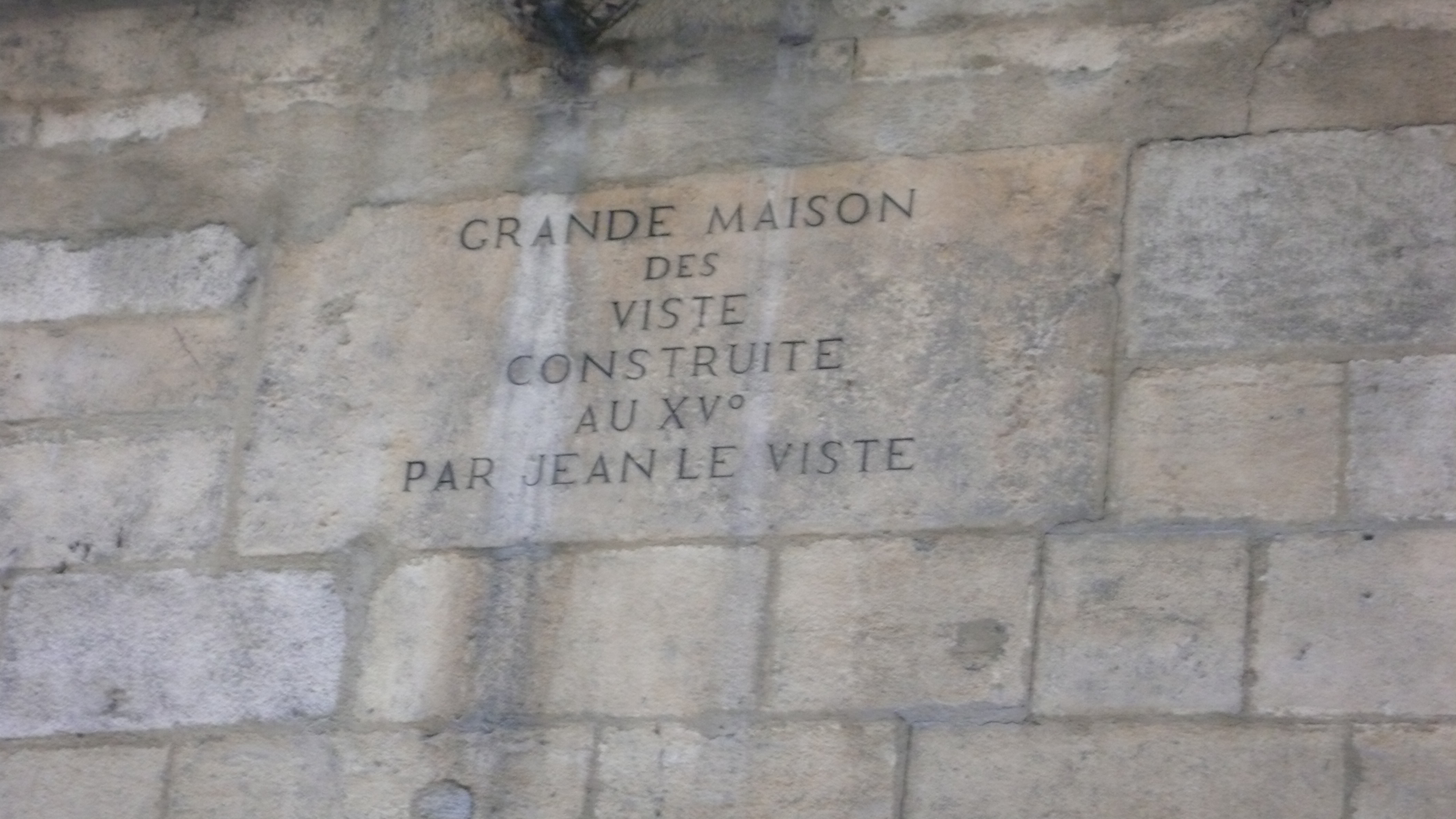
Immeuble 29 rue Saint-Jean

## Description
L’architecture de la maison présente un porche ogival reposant sur des colonnettes sculptées, typique du style gothique tardif. La façade est ornée de pommes de pin, motif qui a donné à l’édifice son surnom de « maison des Pommes de Pin ».
La structure interne de la demeure répond au schéma traditionnel des maisons de ville de la Renaissance, avec plusieurs corps de bâtiment organisés autour d’une cour.